# Björn Zikarsky
Björn Zikarsky (Erlangen, 17 luglio 1967) è un ex nuotatore tedesco.
Specializzato nello stile libero ha vinto una medaglia di bronzo nella staffetta alle Olimpiadi di Atlanta 1996. È il fratello gemello di Bengt Zikarsky. 

## Palmarès
- Olimpiadi

Atlanta 1996: bronzo nella 4x100m sl.
- Europei

Bonn 1989: oro nella 4x100m sl.
Vienna 1995: argento nella 4x100m sl, bronzo nei 100m sl e nella 4x100m misti.